# Mustasaari (ö i Finland, Mellersta Finland, Jyväskylä, lat 62,11, long 26,02)
Mustasaari är en ö i Finland. Den ligger i sjön Leppävesi och i kommunen Toivakka i den ekonomiska regionen  Jyväskylä ekonomiska region  och landskapet Mellersta Finland, i den södra delen av landet, 220 km norr om huvudstaden Helsingfors. Öns area är 4,5 hektar och dess största längd är 450 meter i nord-sydlig riktning.